# Худаяров, Сеидмурад
Сеидмурад Худаяров (1905 год, Хивинское ханство — дата смерти неизвестна, Керкинский район, Чарджоуская область, Туркменская ССР) — старший чабан колхоза имени Ленина Керкинского района Чарджоуской области, Туркменская ССР. Герой Социалистического Труда (1958).

## Биография
Родился в 1905 году в крестьянской семье в одном из сельских населённых пунктов Закаспийской области (на территории современного Керкинского этрапа Лебапского велаята).
С раннего детства занимался выпасом овец. После коллективизации вступил в колхоз имени Ленина Керкинского района. В послевоенные годы был назначен старшим чабаном.
Бригада чабанов под руководством Ишанкули Овениязова ежегодно показывала высокие результаты в овцеводстве. В 1957 году чабаны получили высокий приплод ягнят и превысила общеколхозный план по настригу шерсти. Указом Президиума Верховного Совета СССР от 5 июня 1958 года удостоен звания Героя Социалистического Труда за «выдающиеся успехи, достигнутые в деле развития овцеводства, увеличения производства и сдачи государству мяса, шерсти и каракулевых смушек в 1957 году, и широкое применение в практике своей работы достижений науки и передового опыта» с вручением ордена Ленина и золотой медали «Серп и Молот» (№ 8593).
После выхода на пенсию проживал в Керкинском районе. Дата смерти не установлена.